# Aerolliscador

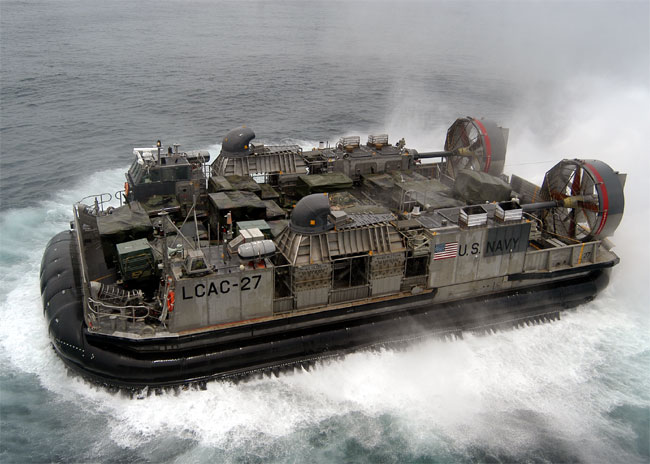
Aerolliscador de l'Exèrcit americà

Un aerolliscador, també designat amb el terme anglès hovercraft, és un vehicle que se sustenta en llançar un doll d'aire contra una superfície que es troba sota ell; això genera un coixí d'aire, que li permet, en un principi, moure's sobre qualsevol superfície horitzontal prou regular, com planes, sobre l'aigua, la neu, sorra o gel; sense estar pròpiament en contacte amb ella. Alguns poden desplaçar-se a velocitats superiors als 150 km/h.

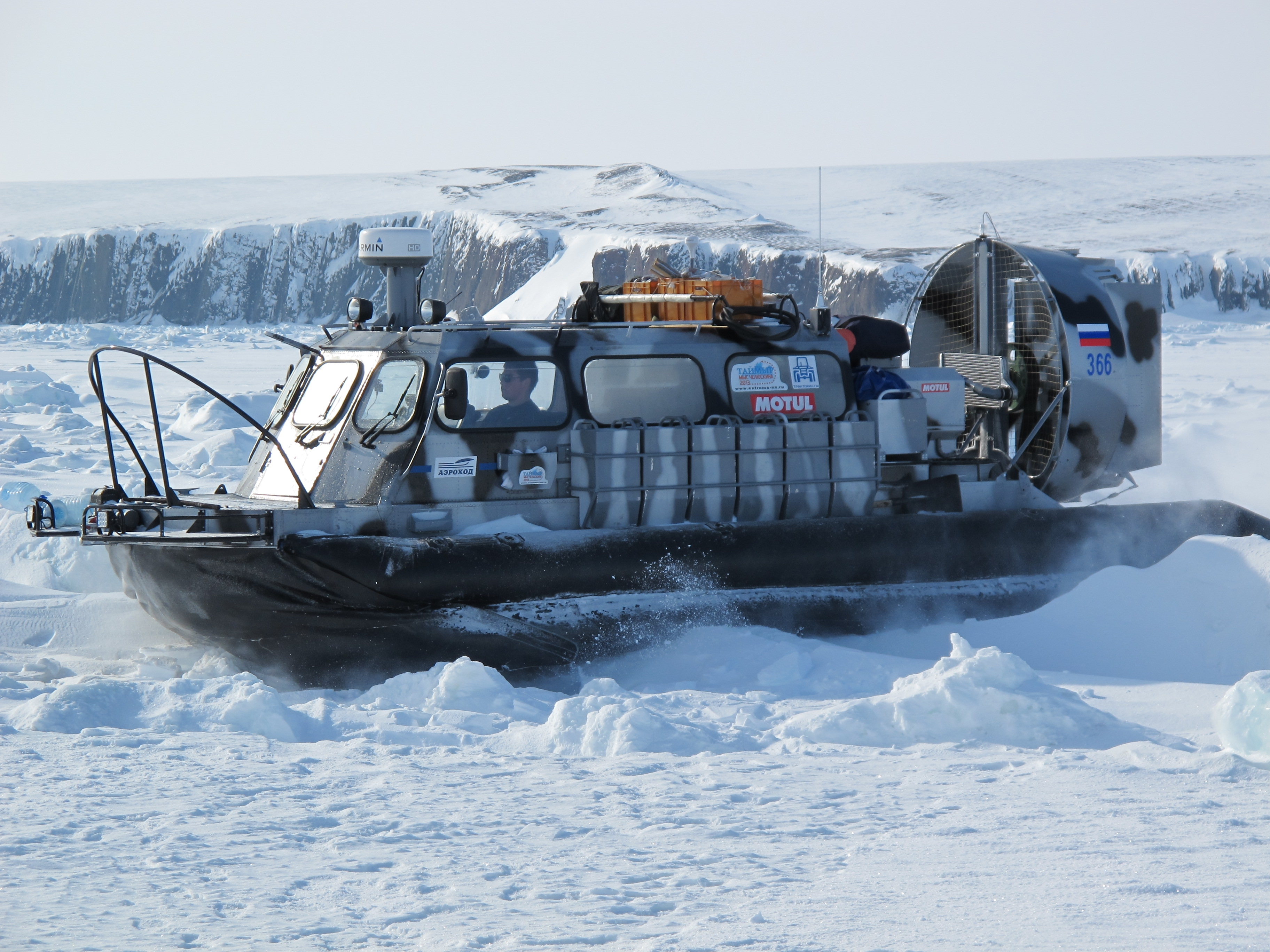
Aerolliscador Hivus-10

## Característiques

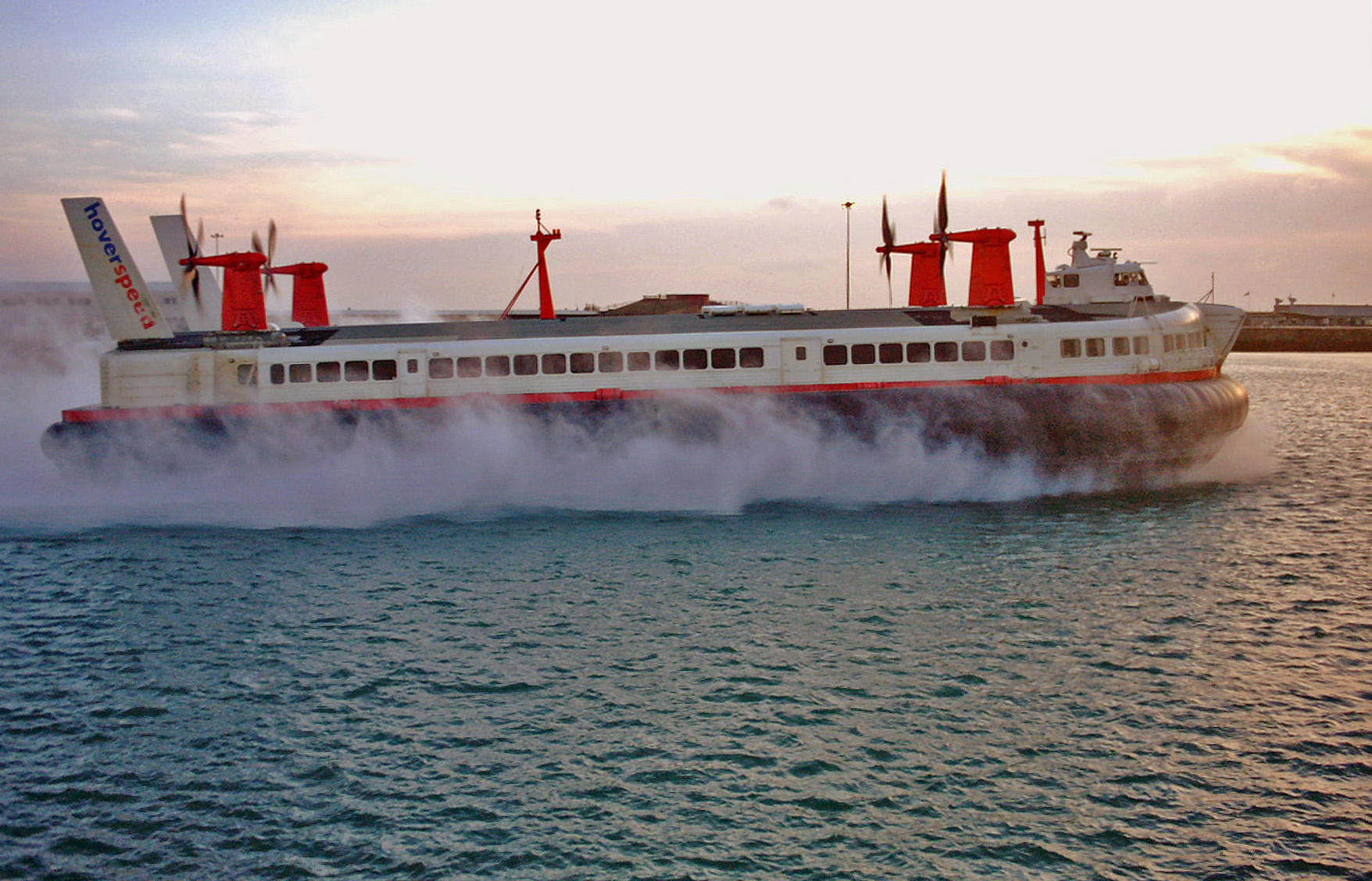
Aerolliscador

Tècnicament, un aerolliscador es classifica com una aeronau, ja que se sosté i es desplaça completament en l'aire; en tal àmbit, pertany als aerodinàmics sustentats per reacció directa (l'esmentat coixí d'aire), ja que l'acció directa de la força creada pel doll d'aire injectat contra una superfície, genera una reacció cap amunt, la qual és prou forta per a separar a l'aerolliscador de la superfície en qüestió.

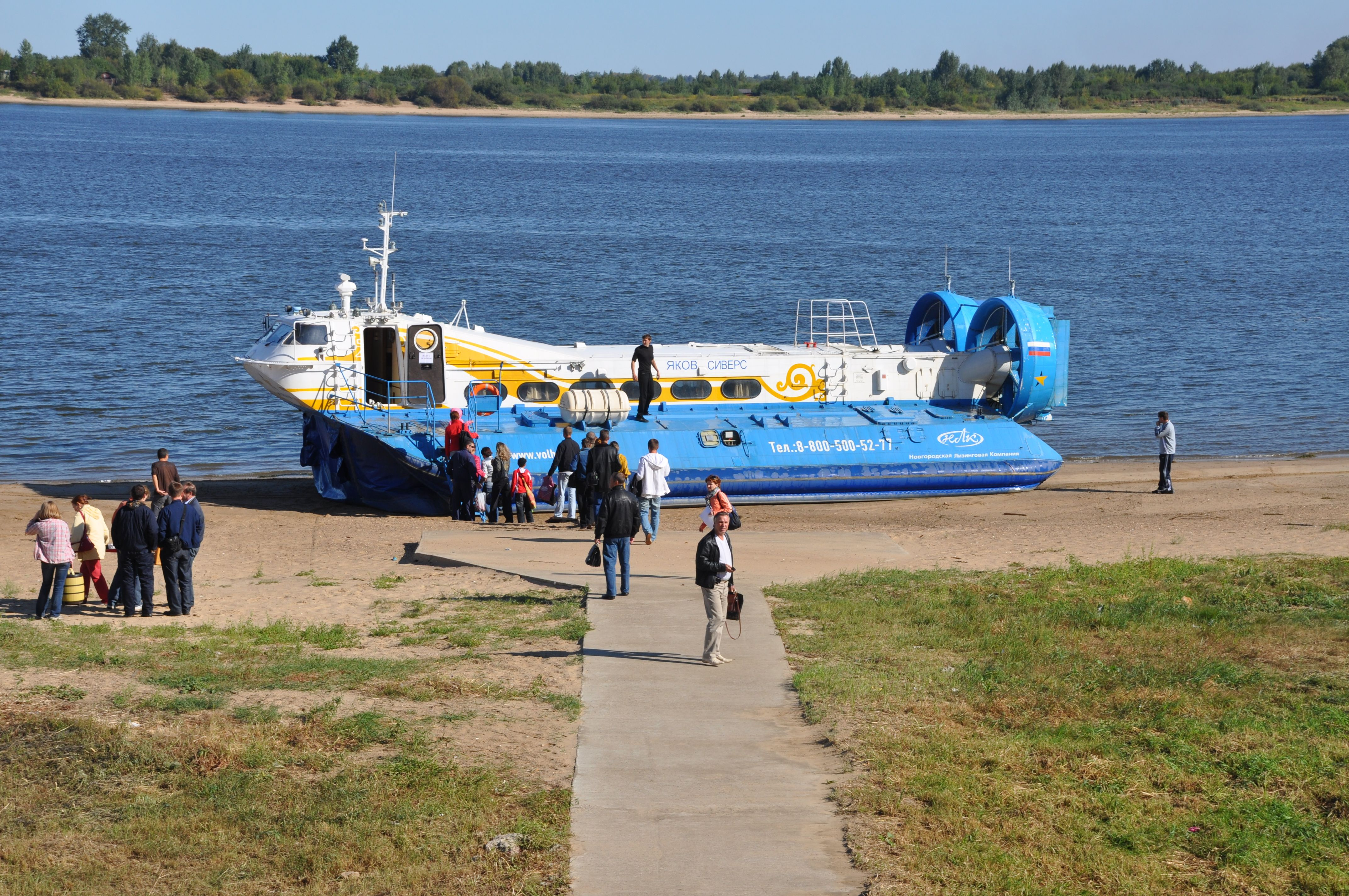
Aerolliscador A48

Generalment, els aerolliscadors tenen dos o més motors separats (encara que alguns, com el SR-N6, tenen només un motor amb la caixa de canvis dividida). Un dels motors mou les hèlixs responsables d'aixecar el vehicle en impedir aire per sota la nau; i un o més motors addicionals s'usen per a donar moviment al vehicle en la direcció desitjada.

### Matalàs d'aire
Els ACV se suspenen totalment gràcies al seu matalàs d'aire, a través d'un sistema de faldilla flexible al voltant del seu perímetre. Aquest vehicle posseeix característiques amfíbies, ja que es pot desplaçar tant sobre aigua com sobre terra. Compten amb casc de poc calat. El matalàs d'aire es genera, en aquest tipus de vehicles, a partir de ventiladors, els quals varien segons el disseny.
El matalàs d'aire s'alimenta a través d'un ventilador que introdueix l'aire, fent-lo passar a través d'una faldilla de vores flexibles i fent-lo sortir d'aquesta a través de buits o ranures. L'aerolliscador se sosté sobre una cavitat d'aire a alta pressió, mantingut per un doll d'aire perifèric que produeix un anell d'aire d'alta pressió circumdant l'aire de baixa pressió que es manté al centre.

### Bucs efecte superfície
L'aerolliscador tipus SES es tracta d'un catamarà, amb cascos de baix desplaçament i estructures flexibles a proa i popa. Aquest tipus de vehicle reemplaça la faldilla flexible per un segell en la proa i la popa usant parets laterals. L'aire a pressió és retingut entre tots dos cascos laterals, la qual cosa eleva l'embarcació reduint la resistència a través de l'aigua. Comparat amb els aerolliscadors de matalàs d'aire la potència pot veure's reduïda significativament a causa de l'absència de vies d'aire en els costats.
Quan el matalàs d'aire està en ús, roman a l'aigua una petita porció dels cascos bessons. El SES té avantatges sobre un aerolliscador de matalàs d'aire en alta mar: és més resistent al lliscament lateral i pot usar dolls d'aigua per a la propulsió.

## Història
El primer disseny registrat d'un vehicle que pogués ser dit aerolliscador, pertany a Emmanuel Swedenborg, un filòsof i teòleg suec, que el 1716 va idear una plataforma en el coixí d'aire de propulsió humana que s'assemblava a un bot bolcat amb una cabina en el centre i pales en forma de rems i operades manualment que empenyerien l'aire cap a baix del vehicle. Aquest disseny mai va ser dut a la realitat, a causa que la simple força humana no podria haver generat prou força vertical.
A mitjans de la dècada dels 80, l'enginyer britànic Sir John Thornycroft va construir una sèrie de prototips per a proves d'efecte solc, basant-se en la idea d'usar aire entre el buc d'una embarcació i l'aigua per tal de reduir la resistència. Encara que va omplir diverses paleses relacionades amb el concepte de bucs lubricats amb aire el 1877, no se'ls van trobar aplicacions pràctiques.
Es van fer diversos intents més al llarg dels anys per a reduir l'arrossegament en les embarcacions mitjançant aire, però no va ser sinó fins al 1952 que l'inventor britànic Christopher Cockerell va proposar una solució pràctica per a un vehicle d'aquest tipus. Les seves aportacions a l'enginyeria li van valer el títol de cavaller el 1969. Per mitjà de senzills experiments amb un motor d'aspiradora i dues llaunes cilíndriques, Cockerell va demostrar el principi operatiu d'un vehicle suspès sobre un matalàs d'aire expulsat a pressió, que fa possible que aquest es mogui sobre diverses superfícies. La seva millora més significativa va ser el desenvolupament d'un sistema perifèric a doll per a mantenir el matalàs d'aire sota el vehicle. Aquest matalàs d'aire sostingut li permetria operar sobre superfícies plenes de fang, aigua i terreny ferm.

## SR-N1
El fabricant d'aeronaus britànic Saunders Roe Arxivat 2005-08-28 a Wayback Machine. va ser el primer a desenvolupar un aerolliscador capaç de transportar una persona, el SR-N1, que va ser sotmès a diversos programes de proves de 1959 a 1961 (amb la primera demostració pública en 1959). Aquestes proves van incloure l'encreuament del Canal de la Mànega, que va ser realitzat el 25 de juliol de 1959, en tan només dues hores; conduït pel Capità Peter Lamb, l'enginyer John B. Chaplin i el seu inventor, l'enginyer (posteriorment Sir.) Christopher Cockerell, com "contrapès de proa". Així, es va descobrir que la sustentació del pot va ser millorada en afegir una "falda" de contenció feta de goma o de tela flexible sota el buc, amb el propòsit de contenir l'aire sota el mateix i crear un efecte de "levitació".
El SR-N1 estava dotat d'un motor de pistons, accionant una sèrie d'hèlixs entubades, creant un fluix de sustentació directe sobre la superfície; era propulsat per mitjà d'aire expulsat cap endarrere i podia carregar poc més que el seu propi pes i el de dues persones, factor que va frenar l'èxit comercial del projecte.
El primer aerolliscador de passatgers veritable va ser el Vickers VA-3, el qual transportava passatgers regularment al llarg de la costa septentrional del país de Gal·les, entre Wallasey i Rhy, durant l'estiu de 1961. Se sostenia mitjançant dos motors turbopropulsors, avançava mitjançant hèlixs i era conduït mitjançant un timó.

## SR-N2
Durant la dècada dels 1960, Saunders Rosega va desenvolupar diversos dissenys més grans per a passatgers, incloent-hi el SR-N2, desenvolupat també per Cockerell, qui va afegir tubs inflables, hèlixs aeronàutiques sobri rosteixes
 móbiles i un sistema de ventiles cilíndriques
 al buc per a millorar la sustentació. El SR-N2 operava a través del Solent el 1962. Més tard, es va desenvolupar el SR-N6, a través del mateix canal, entre Southsea i Ryde en l'Illa de Wight des del 24 de juliol de 1965, duent tan només 38 passatgers. Avui aquesta ruta és coberta per dos models AP1-88, més moderns, amb 98 seients cadascun; més de 20 milions de passatgers han usat aquest servei fins al 2004.
Així com Saunders Rosega i Vickers (que el 1966 es van fusionar per a formar la British Hovercraft Corporation), altres models comercials van ser desenvolupats durant els 60 en el Regne Unit per Cushioncraft (part del grup Britten-Norman), Hovermarine (aquests últims usaven "parets" laterals, projectant ambdós costats del buc cap a baix, dintre de l'aigua, per a atrapar el coixí d'aire entre els costats), Lockheed Aerounautica
A la fi dels 60 i principis dels 70, Jean Bertin va desenvolupar un tren aerolliscador que va anomenar Aerotren. El seu prototip I-80 va establir el rècord mundial de velocitat per a un vehicle de coixí d'aire sobre terra ferma, amb una velocitat promitg de 417,6 km/h i una màxima de 430 km/h.
El 1970 prestaven servei els majors aerolliscadors anglesos, el model SR-N4 classe Mountbatten, que contaven, cadascun, amb quatre motors Proteus de la Rolls-Royce; donaven servei regular sobre el canal de la Mànega, des de Dover o Ramsgate fins a Calais. El servei va ser interromput l'any 2000 després d'anys de competir amb les tradicionals pangues, catamarans i l'Eurotúnel; entre les causes es conten l'alt cost del manteniment i del combustible i a la falta de patrocini estatal, que en aquest temps es destinava a les grans flotes en Europa.
L'èxit comercial dels aerolliscadors va ser frenat per les ràpides alces en els preus del combustible a la fi dels 60 i en els 70 que va desencadenar el conflicte a l'Orient Mitjà; per la introducció de naus alternatives, com els catamarans perforadors d'ones (comercialitzats com Seacat en Gran Bretanya), que usen menys combustible i poden fer gairebé tot el que fa un aerolliscador sobre l'aigua. Encara que en altres llocs del món es va seguir desenvolupant la tecnologia dels aerolliscadors per a propòsits tant militars com civils (tant l'URSS com als EUA van desenvolupar els seus propis vehicles Hovergiant, capaços de transportar arsenal militar sota qualsevol condició meteorològica i sobre qualsevol terreny de batalla), els aerolliscadors pràcticament van desaparèixer de les costes britàniques, el seu lloc de naixement, fins a ser reintroduïts com bots salvavides, per la Real Institució Nacional de Bots Salvavides.
En els últims anys, amb el desenvolupament del kevlar i uns altres polímers, s'han construït altres mitjans de transport de funcionament similar amb tècniques de construcció innovadores i baixos costos d'operació, com les hidroales, els catamarans, els trimarans i els hidroavions, tan grans com un avió Jumbo, els quals fan ús de l'efecte sòl.

## Aerolliscadors civils
En 1962 Vickers va fabricar el primer aerolliscador destinat a l'ús comercial, el Vickers VA-3. L'estiu de 1961 començava el primer servei comercial de transport de passatgers regular al llarg de la costa septentrional entre Wallasey i Rhy. El juliol del 1965 es va desenvolupar el SR-N6, que travessava el Solent de forma regular portant al voltant de 38 passatgers.
L'Hovercraft SR.N4 va operar al Canal de la Mànega entre 1968 i 2000, capaç de transportar fins a 60 cotxes i 418 passatgers. El Princess Anne i el seu antecessor, el Princess Margaret, van creuar l'estret entre Anglaterra i França de forma constant entre els anys 60 i 90. En total sis naus van recórrer el canal en ambdues direccions en centenars de milers d'ocasions, transportant xifres superiors a 400 passatgers en cada trajecte. El 14 de setembre de 1995, el Princess Anne va creuar el Canal de la Mànega en només 22 minuts, deixant un rècord que encara roman sense ser superat, fins i tot pel tren Eurostar. Van ser substituïts l'any 2000 per catamarans i ferries tradicionals que fan el trajecte més lent però de forma menys sorollosa i amb més comoditat per als viatgers.
A França Jean Bertin va crear Bertin et Ci. Aquesta companyia no només es va dedicar a l'aerotren sinó que en 1965 va constituir SEDAM (Société d'Etude et de Développement des Aéroglisseurs Marins) a Marignane, amb una fàbrica prop de Baiona. SEDAM va crear el N300, un aerolliscador de 30 tones. Es van construir dos prototips, un configurat per a càrrega i un altre per a passatgers. Els aerolliscadors van crear un servei de llançadora entre l'aeroport niçard, Cannes, Saint-Tropez, Mònaco i San Remo a Itàlia. SEDAM va produir el N102, més petit. Entre 1971 i 1975, un dels N300 es va dedicar a una ruta a l'estuari del Garona, unint Blaye i Lamarque (de vegades també Pauillac i en ocasions Bordeus). SEDAM va crear un model més gran, el N500, capaç de portar 400 passatgers, 55 cotxes and 5 autobusos. En 1977 un accident va destruir un dels prototips i l'altre va operar al canal del la Mànega breument al costat dels SR.N4.
Els aerolliscadors també van trobar territori fèrtil al Japó. L'empresa MES (Mitsui Engineering & Shipbuilding Co. Ltd) va fabricar alguns models, sobresortint entre ells el MV-PP10. Japó va retirar els aerolliscadors de les seves rutes entre les illes del seu arxipèlag poc després de l'any 2000.
Els aerolliscadors van trobar durant molt anys realitzant enllaços ràpids entre aeroports i ciutats. Diverses línies van operar als Estats Units, Gran Bretanya, Nova Zelanda o al Japó. Així una línia va operar entre els aeroports de San Francisco i Oakland. Nova York es va plantejar el seu entre Wall Street i La Guardia. Els problemes de rendibilitat i soroll van acabar amb pràcticament totes les línies.
Avui dia només queden aerolliscadors en la petita ruta que creua per l'estret de Solent, menys de 10 quilòmetres entre Portsmouth i l'illa de Wight. En 2010 es va començar a operar un per travessar el riu Heilongjiang, que marca la frontera entre Rússia i la Xina. Els aerolliscadors comercials han deixat els passatgers per ser utilitzats com a eines de treball en llacs, rius, pantans i mars. Així s'empren com a vehicles d'investigació geològica i aquàtica (sondejos sísmics, geològics, hidrogràfics i de contaminació). També són utilitzades per la indústria petroliera per transportar treballadors i equip en àrees impossibles per a qualsevol altra tipus de transport. Per a les exploracions petrolieres s'han construït centenars de plataformes de matalàs d'aire, per sostenir torres en zones pantanoses.
Encara que sense massa èxit els aerolliscadors comercials van operar a Espanya. A les Illes Canàries la companyia Fred Olsen va incorporar un model amb capacitat per 38 passatgers, que va arribar a Tenerife en 1967. A l'any següent altres dos aerolliscadors van arribar a Las Palmas, però cap va arribar a circular regularment. Només es van realitzar uns quants viatges de prova. A finals de la dècada dels 80, la línia marítima Ceuta-Màlaga va veure la breu utilització d'un aerolliscador.

## Aerolliscadors militars

### Xina
Xina és al costat de Gran Bretanya un dels primers països a investigar en aerolliscadors. Des de la dècada de 1960, la Xina ha fabricat diversos models d'aerolliscadors. Entre 1963 i 1967 tres prototips de la classe Songling van ser construïts, servint en proves i avaluacions. L'Institut d'Investigació 708 va crear en aquests anys el Tipus 711 i el Tipus 716. L'experiència va ser reeixida, encara que va caldre esperar gairebé 10 anys al fet que donés fruits.

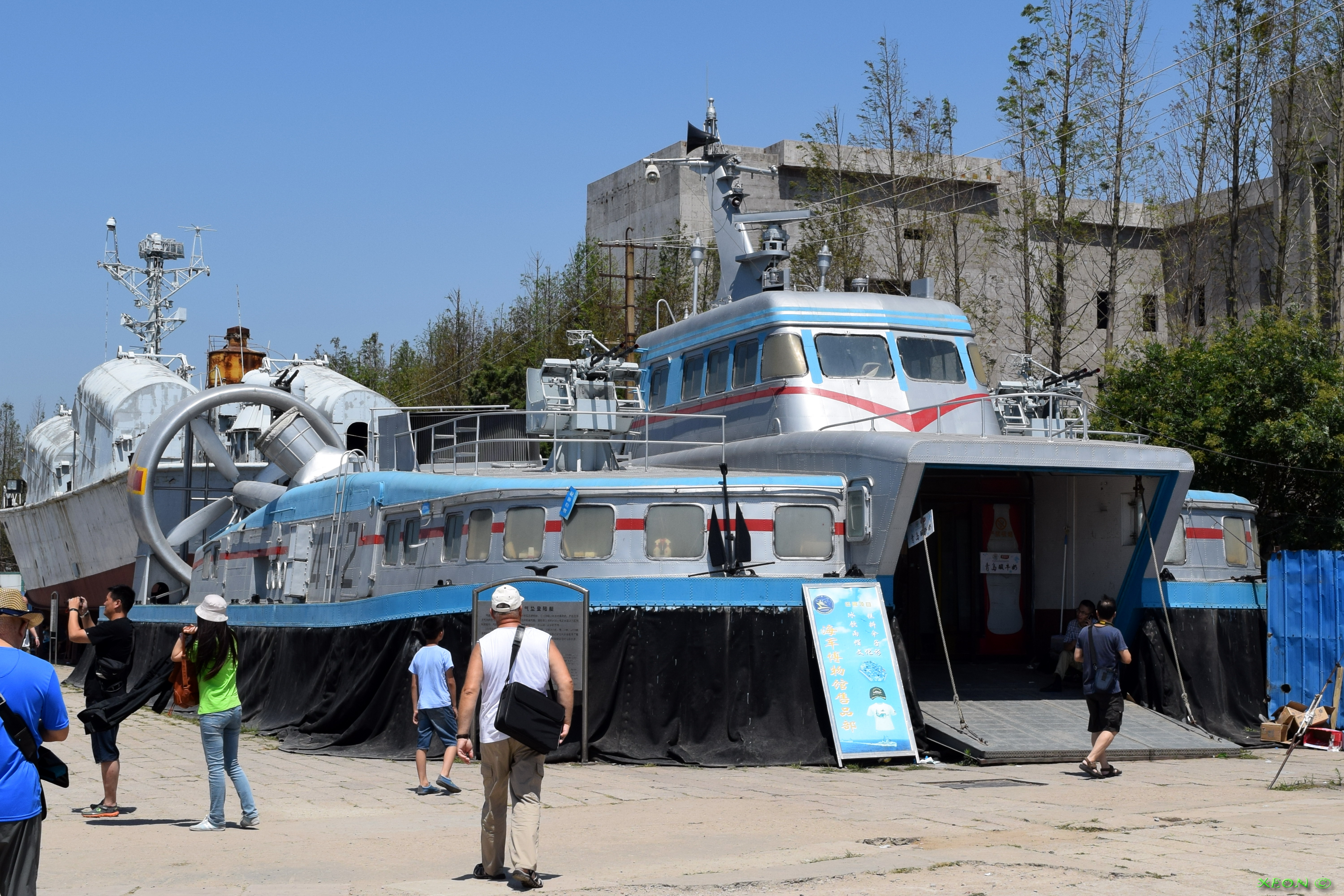
Aerolliscador classe Jinsha-II. Va entrar en servei en 1989.

El primer aerolliscador a ser utilitzat va ser el projecte Tipus 722 Jinsha II o classe Dayu, que es va fabricar en la dècada de 1980 i sembla encara estan en servei. El petit Tipus 724 (Classe Pay-I) ha estat durant anys l'únic aerolliscador militar realment operatiu. Es creu que uns 20-30 van ser fabricats a partir de 1994 i malgrat la seva petita grandària han servit a la Xina per guanyar experiència amb operacions amfíbies amb aerolliscadors.. El més modern Tipus 726 Yuyi es va dissenyar per operar des de bucs LPD com el Tipus 071Yuzhao i el nou LPH Tipus 075, el dic del qual albergarà quatre. La classe Yuyi sembla ser similar en capacitat al LCAC americà, encara que una mica més gran. En 2007 Xina va donar a conèixer públicament els seus aerolliscadors Type 726, desconeixent-se el numero exacte d'unitats en servei. Atès que cadascun dels tres bucs LPH Tipus 075 s'estima portarà dos aerolliscadors Tipus 726A i cadascun dels vuit bucs LPD Tipus 071 portaran quatre Tipus 726A el numero no hauria de ser inferior a 40.
Quatre aerolliscadors classe Zubr han estat comprats per la marina xinesa. La seva gran grandària els fa vulnerables però amb la seva autonomia de 500 quilòmetres amb càrrega completa són teòricament adequats per a operacions amfíbies contra Taiwan i el cinturó d'illes disputades amb Japó, Vietnam, Indonèsia i Filipines sense haver de recórrer a bucs LST, LPD o LPH. Ucraïna va lliurar els tres primers (projecte 958 Bizon) i Rússia la cambra ja que la drassana fabricadora està situat en Crimea. Segons algunes fonts el contracte inicial amb Ucraïna hauria inclòs la fabricació a la Xina d'almenys dos aerolliscadors, documentació tècnica completa i assistència d'especialistes ucraïnesos. Es dona per segur que Xina fabricarà la seva còpia i desenvoluparà la tecnologia adaptant-la a les seves necessitats. Per tant, almenys sis Zubr estaran en servei a la Xina.

### Colòmbia
Colòmbia ha de fer front a la guerrilla, narcotraficants i controlar els rius de la selva amazònica. El control dels rius colombians és responsabilitat de l'Armada. L'Armada Nacional de Colòmbia (ANC) va seguir l'exemple de Perú i va comprar l'aerolliscador Griffon 2000TD per crear quatre nous elements de combat fluvial amfibis, assignant dos hovercraft a cadascun. Aquests grups patrullen els rius de poc calat i zones que no són accessibles a embarcacions de major desplaçament. Els aerolliscadors colombians han estat equipats amb blindatge i instal·lacions per a armes.
La Infanteria de Marina de Colòmbia opera els aerolliscadors com a part dels seus Elements de Combat Fluvial. Cada Element de Combat Fluvial de la Infanteria de Marina Colombiana consta d'un pot de comandament i tres pots tàctics. Amb els aerolliscadors s'ha seguit una organització diferent.
L'Armada Nacional porta anys treballant en el desenvolupament domèstic d'un hovercraft. L'experiència que s'adquireixi i la transferència de coneixements hauria de permetre enfortir aquest projecte.

### Corea del Nord
Corea del Nord disposa d'una Flota molt àmplia d'embarcacions petites i de curt radi d'acció, ideal per a les missions de les forces especials. Les forces especials representen al voltant del 15% del total de les forces armades, sent un pilar essencial en l'estratègia militar.
La Marina Popular de Corea s'estima que disposa d'uns 130 Hovercrafts de les classes Kong Bang II i III, repartits entre les flotes Oriental i Occidental. Es creu que es va començar a treballar en ells en 1987, basant-se en el disseny dels SR.N6 britànics. En la costa Oest s'ha construït en els últims anys basis que poden albergar uns 70 aerolliscadors. Es creu que cada esquadró d'assalt amfibi compta amb 16-18 aerolliscadors. Es creu que quatre esquadrons s'han assignat a la Costa Oest.
La Marina Popular també ha apostat per bucs efecte superfície (SES) per comptar amb bucs d'atac ràpids. Corea del Nord ha creat la classe Nongo, el disseny de la qual busca minimitzar la signa radar. Els Nongo petits però ràpids bucs armats amb còpies del míssil antibuque Kh-35I, un canó de 57 mm o 76 mm i un altre antiaeri de 30 mm. A més, Corea del Nord ha creat altres dues classes de bucs efecte superfície, batejats en occident com a Tipus A i Tipus B. Se sospita que Corea del Nord ha venut la seva tecnologia en aerolliscadors a Iran.
Classe Nongo

### Corea del Sud

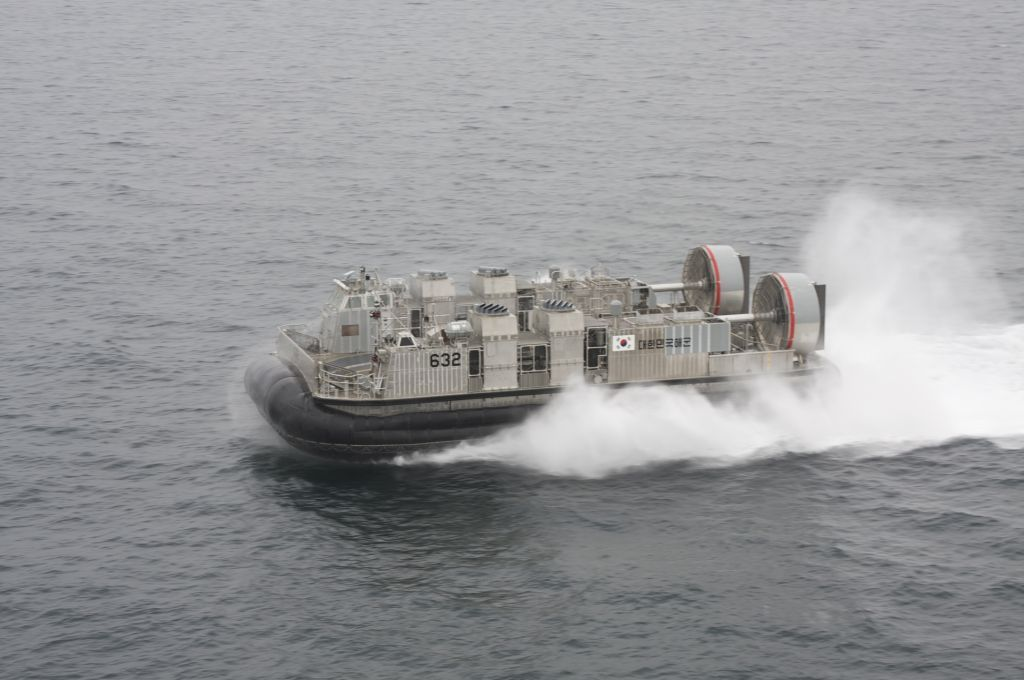
Aerolliscador classe Solgae

Quan l'Armada de Corea del Sud va encarregar els seus bucs d'assalt amfibi LPH classe Dokdo va sol·licitar que poguessin operar almenys dos aerolliscadors LSF-II. En 2003 es van comprar tres aerolliscadors classe Tsaplya (Projecte 12061) a Rússia i posteriorment Corea va crear la seva pròpia classe Solgae (també anomenats Landing Ship Fast - II). Els Solgae són semblants als LCAC americans, podent transportar una càrrega màxima de 55 tones i estan armats amb canons de 20 mm o metralladores de 12,7 mm per a autodefensa. Vuit han estat ja encarregats i és probable que s'encarreguin més.

### Espanya
En 1977 l'Armada i l'Empresa murciana Chaconsa van començar a treballar en un projecte nacional d'aerolliscador de 30 t. En 1975, Chaconsa havia creat el VCA-1, vehicle experimental per a anàlisi de laboratori i disseny conceptual, al que va seguir en 1976 el VCA-2. Fruit del projecte amb l'Armada es va crear el prototip VCA3 i anys després el VCA-36, propulsado per 2 turbines Lycoming de 2500 CV que en proves va aconseguir una velocitat màxima de 60 nusos. Després de diversos anys de treball en 1989 el VCA-36 es va lliurar oficialment a l'Armada. Els problemes de control detectats en les proves van fer que es perdés l'interès per part dels militars, ficats de ple en grans retallades pressupostàries. El projecte es va abandonar i el prototip va ser desballestat en 1994. Encara que no va haver-hi requeriments específics per part de l'Armada, que ho enfocava solament com un projecte d'investigació, el VCA-36 es va apropar als mínims de capacitat de transport apuntats per l'Armada.

### Estats Units

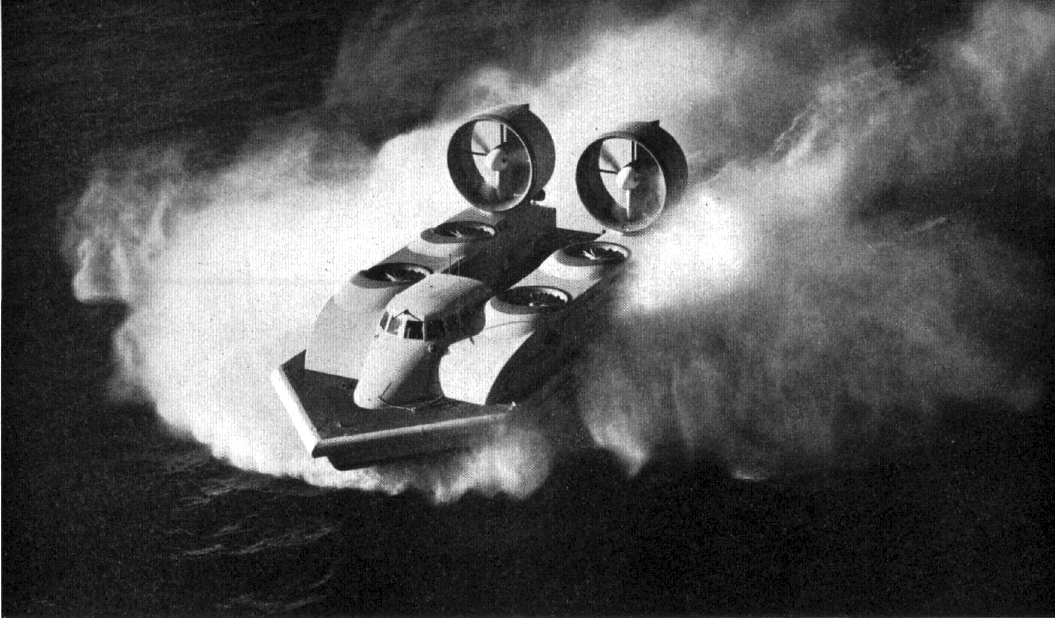
El Bell SKMR-1 Hydroskimmer en les seves proves en el llac Erie en 1963.

En la dècada de 1950 la Marina i la Infanteria de Marina dels Estats Units van arribar a la conclusió que eren necessaris canvis en les tàctiques de guerra amfíbia per fer front a les noves armes. Per ser menys vulnerable la flota hauria d'operar més dispersa i lluny de la costa, movent-se més ràpid i atacant des de major distància. L'adopció de l'helicòpter i l'interès en l'aerolliscador eren conseqüències lògiques d'aquest nou enfocament. Ja en 1957 Ford va presentar un prototip d'aerolliscador a l'exèrcit i en 1963 Bell va presentar el SKMR-1 a l'Armada.

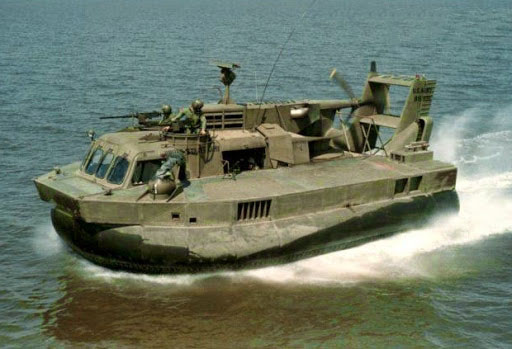
ACV/PACV de l'US Army a Vietnam.

La Marina nord-americana en 1966 va provar a Vietnam tres PACV (Patrol Air Cushion Vehicles), que van operar a la zona pantanosa del Mekong. Eren en realitat SR.N5 britànics, modificats als Estats Units i denominats SK-5. L'exèrcit també va comprar altres tres per provar-los a Vietnam i els va denominar ACV (Air Cushion Vehicle). Malgrat la seva alta velocitat i capacitat per superar qualsevol obstacle, el seu alt cost i manteniment complicat van fer que no se substituïssin quan va acabar la seva vida operatiu. La Marina va transferir els aerolliscadors al Servei de Guardacostas.

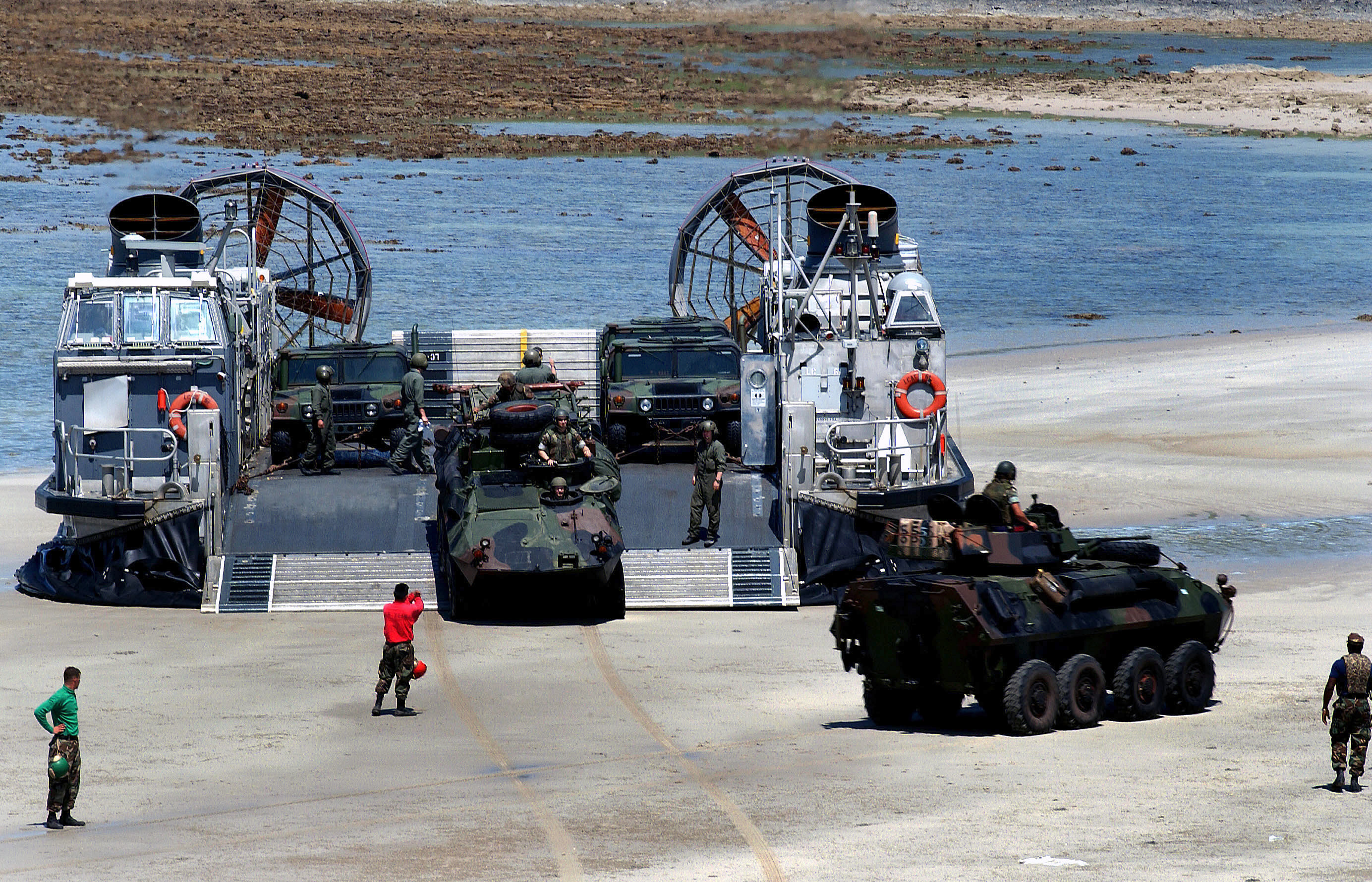
Un LCAC descarrega vehicles durant unes maniobres a Tailàndia.

Després de la guerra de Vietnam, Estats Units va seguir investigant les aplicacions que podien tenir els aerolliscadors militars, col·laborant moltes vegades amb Gran Bretanya. L'exèrcit va comprar dues dotzenes d'aerolliscadors LACV-30 que va operar entre 1983 i 1994 i va investigar el disseny PACK (Pontoon Air Cushion Kit) per complementar als seus ponts de pontones. La Marina va obrir un concurs per explorar les possibilitats de l'aerolliscador per a operacions amfíbies, competint els prototips JEFF A i JEFF B. Bell Aerospace va guanyar el concurs i els Marines van rebre a partir de 1984 91 aerolliscadors LCAC (Landing Craft Air Cushion) que van operar des dels bucs amfibis. Japó compraria també 6 LCAC anys més tard. Els LCAC eren gairebé quatre vegades més ràpids que les llanxes de desembarcament i podien accedir a llocs inaccessibles a aquestes. Els LCAC han van demostrar la seva vàlua en operacions amfíbies i en missions d'ajuda humanitària a tot el món. En 1991 la US Navy va destinar 44 LCAC a les operacions per alliberar Kuwait, la força més gran fins avui a ser desplegada en combat. Els Marines també han après que el LCAC té els seus punts febles: manteniment car, indiscreció per l'alt nivell de soroll i vulnerabilitat davant defenses fortes.
Actualment per reemplaçar als LCAC s'està incorporant l'aerolliscador Ship to Shore Connector (SSC), que inclou diverses millores respecte al LCAC. Es planeja comprar 72 d'aquestes naus, també cridades LCAC-100. A més se segueix investigant en un hibrido aerolliscador-amfibi àdhuc major, anomenat Connector Amfibi de Càrrega Ultra Pesada (UHAC), que pugui portar una càrrega útil de 200 tones a una velocitat de 20 nusos (37 km/h).

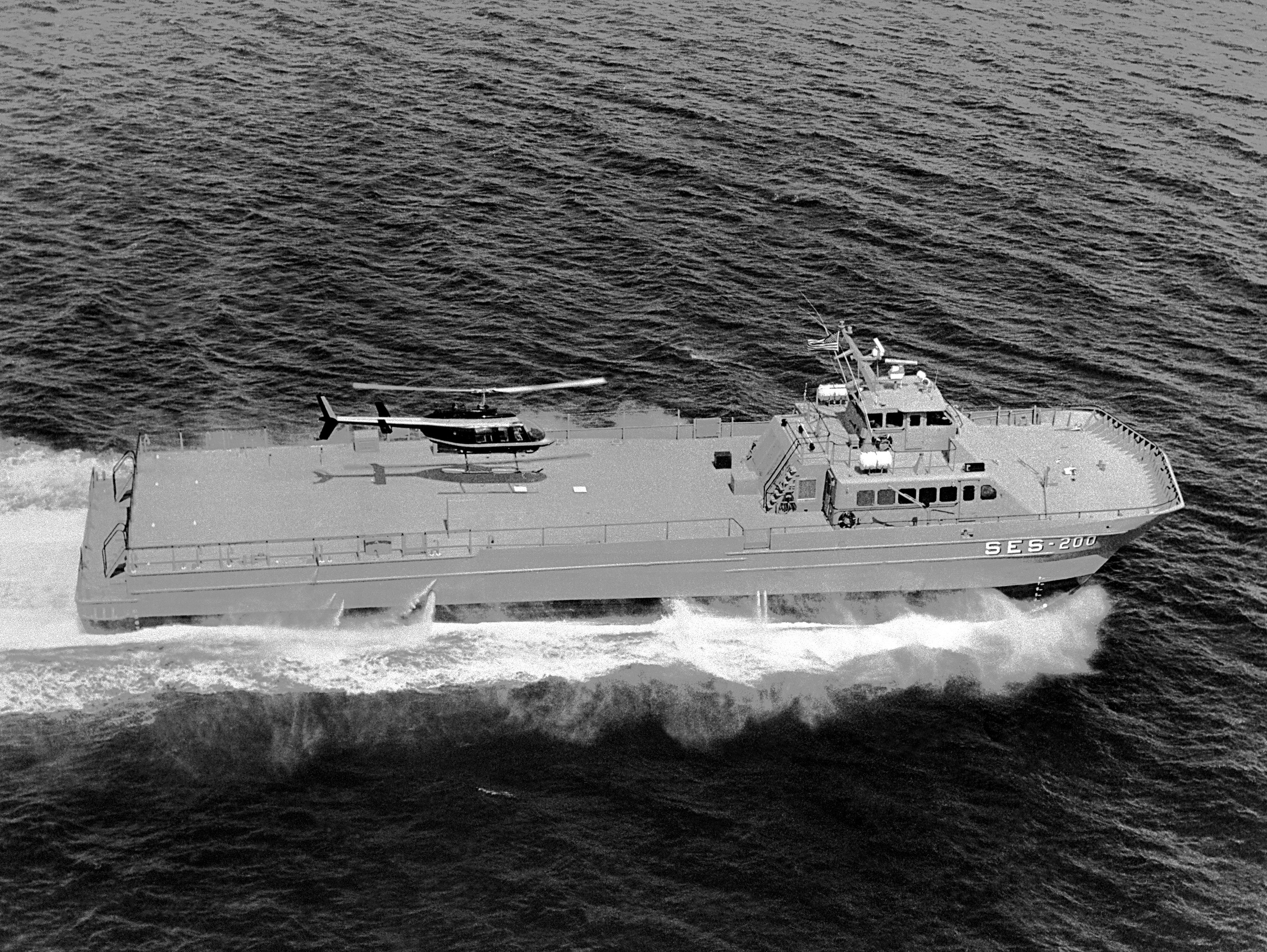
Demostrador SES-200

La marina dels EUA també va investigar durant anys els bucs d'efecte superfície. En 1963 el prototip XR-1 es va crear per estudiar el concepte i la seva propulsió. Rohr Industries va seguir fent proves amb el XR-1 amb l'objectiu de proposar a la marina un buc de 3000 tones (denominat LSES-3000), que pogués emprar míssils, armes antisubmarinas i embarcar helicòpters o fins i tot avions AV-8. El projecte va seguir avanci fins a ser cancel·lat en 1980. Bell Aerospace va construir els prototips SES-100A i SES-100B com demostrador tecnològic per la US Navy. No obstant això el que es buscava era un buc ràpid que pogués entrar en zones de combat a velocitats de fins a 80 nusos (150 km/h) per desembarcar un tanc o una companyia de soldats. Aquest requeriment era una via morta pel SES, no obstant això va portar al LCAC. En 1984 es va encarregar a Textron Marine Systems el demostrador SES-200, projecte que passaria al Servei de Guardacostas que acabaria incorporant tres bucs. No obstant això no es va anar més enllà.

### Gran Bretanya
Els britànics van crear la Interservice Hovercraft Trials Unit (IHTU), per estudiar totes les possibles aplicacions militars dels aerolliscadors (antisubmarino, minat i eliminació de mines, patrulla contra pots ràpids, operacions amfíbies, neteja d'explosius, etc.). Tots els aerolliscadors britànics van ser provats i avaluats per la unitat. Part d'aquesta investigació implicava la promoció de l'Hovercraft entre possibles clients de tot el món, amb demostracions i experiments. Es van realitzar avaluacions conjuntes amb els exèrcits d'Alemanya, Suècia i Dinamarca. L'aerolliscador BH.7, denominat classe Winchester, va prestar servei gràcies a aquest esforç en les forces armades de Gran Bretanya, Egipte, Iran, l'Iraq i Aràbia Saudita. Entre 1962 i 1982 el Vosper Thorneycroft VT2 va estar en servei amb la Royal Navy. Durant els seus anys en actiu la unitat va incorporar un SR.N3 (1963), tres SR.N5 (1964), cinc SRN.6 (1964), un BH.7 (1969) i un VT.2 (1971). En els SR.N6 es van provar diferents tipus de barcassa, inclosa una de càrrega oberta similar a les de llanxes de desembarcament.
Els anglesos van destinar un parell de SN.R5 a Singapur en 1964. Allí no solament van aprofitar per ser provats en la selva a Tailàndia sinó que també van passar per Borneo per participar en la lluita contra Indonèsia. Els dos aerolliscadors van ser destinats en 1965 a Tawau per patrullar rius i pantans així com donar suport logístic als Royal Marines. Part d'aquest suport logístic era servir d'enllaç entre l'HMS Albion i els llocs dels Royal Marines. Est seria la primera ocupació en combat d'un aerolliscador i, a causa d'això, Estats Units es va decidir a provar el SR.N5 a Vietnam.
El SN.R6 va ser també provat pels militars. En diverses ocasions es va destacar un aerolliscador a les illes Malvines, on es va provar les seves utilitat militar en el difícil terreny de les illes. A Gran Bretanya es van fer diverses proves sobre la seva utilitat en la guerra de mines i com a nau d'atac ràpid. En 1979 un parell de SR.N6 (XV615 i XV617) van ser enviats a Hong Kong a bord del RFA Bacchus per reforçar la lluita contra la immigració il·legal. El destacament va estar basat a l'illa de Stonecutters fins a 1982. El XV617 va quedar danyat en 1982 en xocar contra unes roques i el XV615 va rebre danys en ser carregat en el vaixell de tornada a Gran Bretanya, sent tots dos desballestats.
L'aerolliscador VT.2 va ser el de major grandària que van avaluar els militars, sent una conversió del disseny civil VT.1. Vosper va cedir a la Royal Navy el prototip VT.2-001, que a més de guerra de mines també va avaluar les seves capacitats de suport logístic. Finalment en 1982 es va dissoldre la NHTU. La guerra amb Argentina que es va lluitar aquest mateix any no veuria l'ocupació de cap aerolliscador.
Actualment els Royal Marines operen quatre aerolliscadors. En la invasió de l'Iraq en 2003, els van emprar en combat. Posteriorment, els van emprar per patrullar a l'Iraq les zones pantanoses de la frontera amb Iran.

### Grècia
Grècia va comprar en 2001 quatre aerolliscadors classe Zubr per a operacions amfíbies en el mar Egeo i mar Jònic. Grècia va descobrir que els costos de manteniment eren majors dels esperat i dos van ser retirats temporalment.
- Cefalonia (L180): Comprat de segona mà a l'Armada Russa (Numero sèrie 717 a Rússia) i actualitzat.[99]
- Ítaca (L181). Començat en 1992 i acabat a Ucraïna.[100]
- Zakynthos (L183). Construït a Rússia. Retirat en 2010.[101]
- Corfú (L182). Construït a Rússia.[102]

### Iran

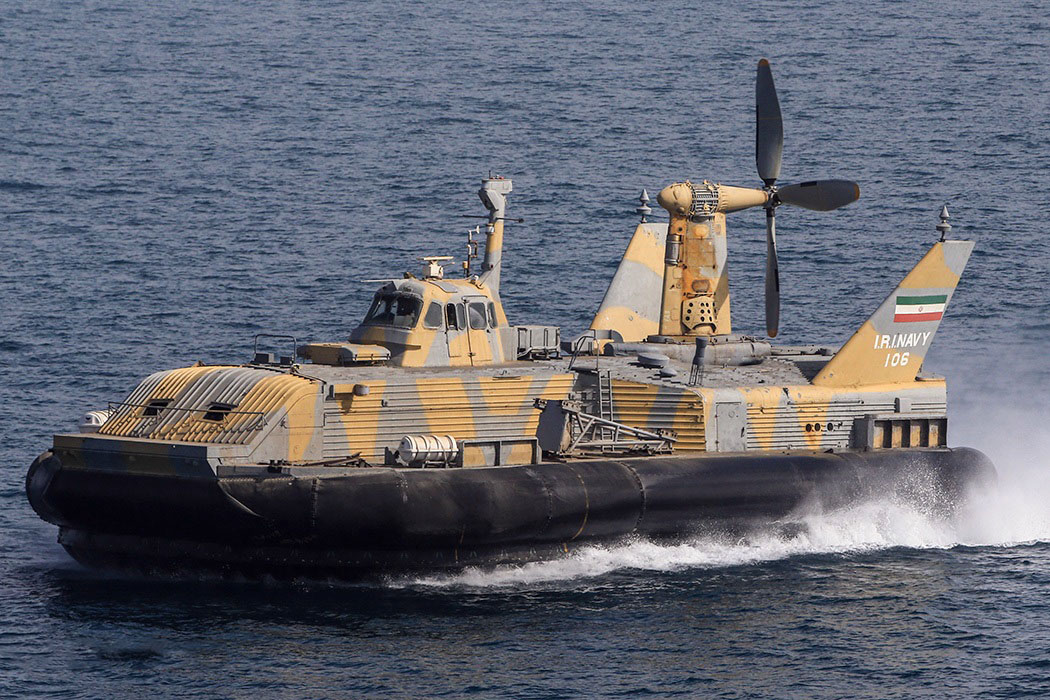
Aerolliscador BH.7 de l'Armada iraniana.

Donades les extenses zones pantanoses a la frontera amb l'Iraq i les condicions del Golf Pèrsic la Marina Imperial Iraniana va comprar dues BH.7 Mk.4 i quatre BH.7 Mk.5A. Aquests es van unir als vuit SR.N6 Mk.2 i SR.N6 Mk.3 comprats anteriorment. La força d'aerolliscadors era de les més importants del món i va ser basada a l'illa de Kharg. El 30 de novembre de 1971 gràcies als aerolliscadors Iran es va apropiar de les illes situades en l'estret d'Ormuz (Tumb Menor, Tumb Mayor i Abu Musa) que estaven sota sobirania dels Unió dels Emirats Àrabs.

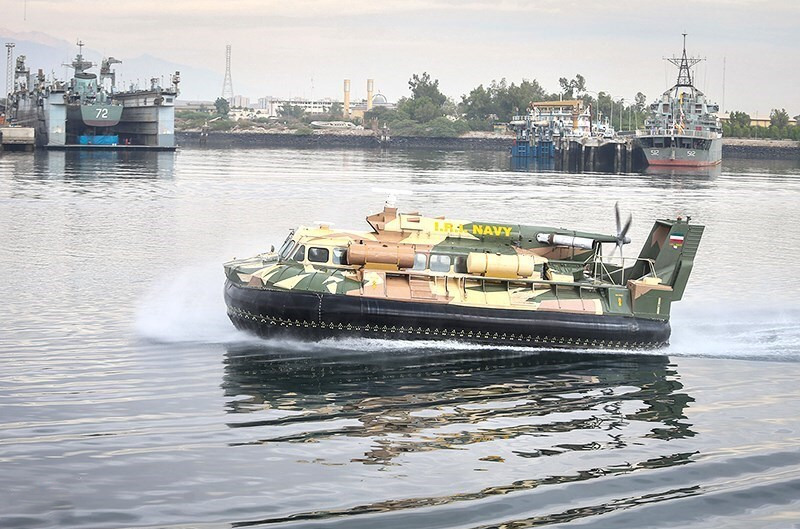
SN.R5 iraniana.

Malgrat l'embargament, Iran va ser capaç de mantenir-los en servei i de crear la seva pròpia còpia amb els anys. No es coneix molt sobre l'ocupació dels aerolliscadors en la guerra amb l'Iraq, encara que hi ha informes sobre la seva ocupació en operacions de comando. Quan al març de 1982 Iran va llançar el seu gran ofensiva va emprar els seus aerolliscadors per transportar tropes a la rereguarda iraquiana, a través del Shatt el-arab. Durant la guerra dels petroliers els aerolliscadors van tenir alguns frecs amb bucs dels Estats Units.

### Noruega
En 1996 l'Armada Real Noruega va començar a estudiar un substitut per a les llanxes d'atac classe Storm  i, després de l'experiència en bucs d'efecte superfície (SES) guanyada amb les seves cazaminas classe Oksoy, va decidir utilitzar el mateix concepte. Noruega va decidir apostar per l'aerolliscador, en concret per bucs SES, per incorporar la classe Skjold. Aquests bucs de 250 tones són els més ràpids entre els buc de combat en servei al món actualment. Especialitzats en guerra costanera els Skjold són vaixells de guerra que s'ajusten a les necessitats de Noruega: 60 nusos de velocitat màxima, fortament armats i dissenyats per reduir al màxim el seu rastre en el radar. A més l'ús de matalàs d'aire proporciona menor exposició a les mines navals.
La Marina dels Estats Units va sol·licitar en 2001 el préstec durant 12 mesos d'un buc classe Skjold per estudiar-ho de cara a millorar el disseny dels seus bucs LCS i dels patrullers de la Guàrdia Costanera.

### Perú

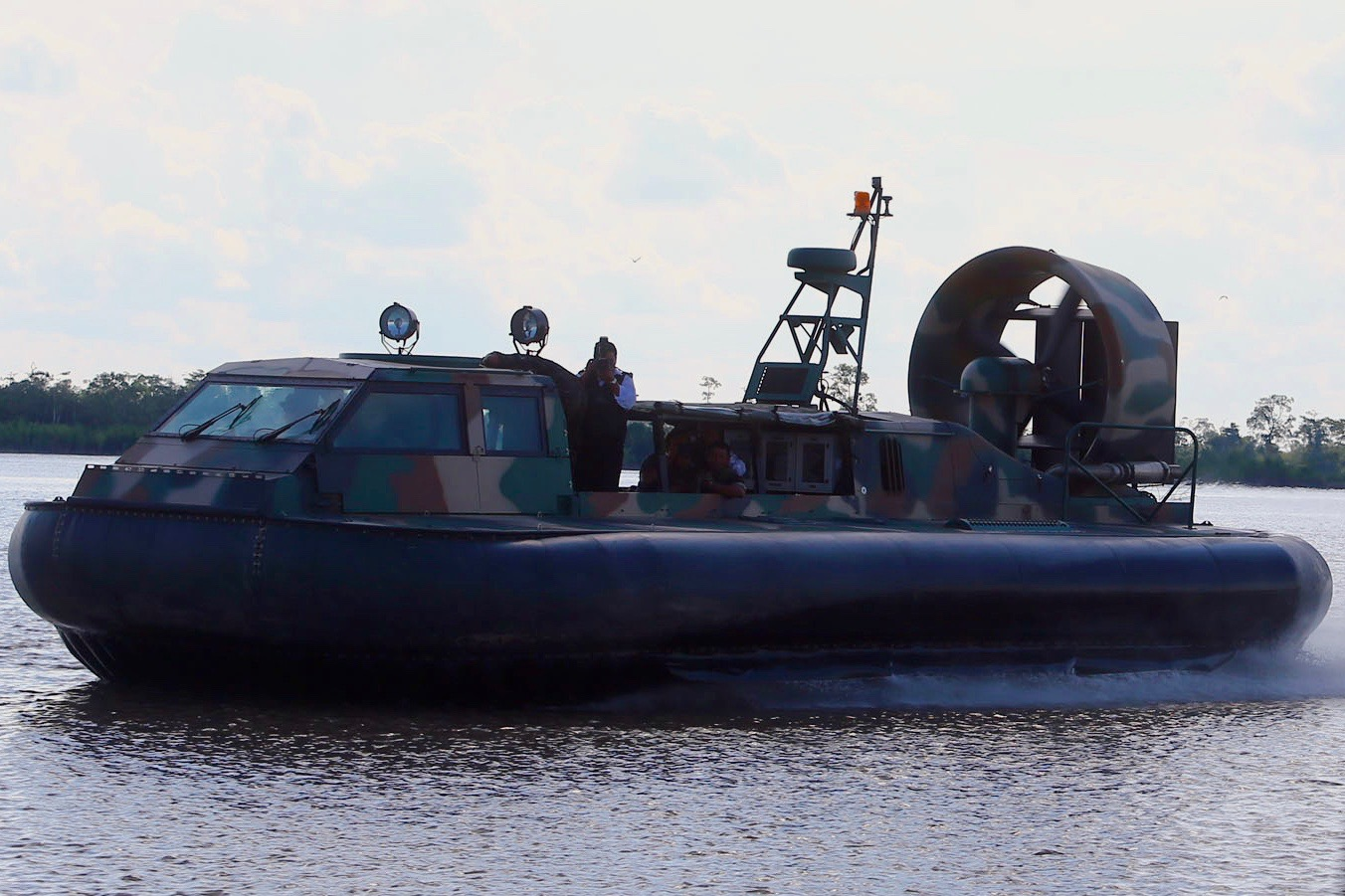
Aerolliscador de la marina peruana

La Marina de Guerra del Perú va decidir adquirir l'aerolliscador Griffon 2000TD per a missions de patrulla en els rius Apurímac, Mantaro i Ena, on hi ha narcotraficants i terroristes. Les dues primeres van arribar en 2009 i en 2013 es van encarregar cinc addicionals. Els aerolliscadors compten amb blindatge i metralladores Dillon M-134, amb sis canons. Els aerolliscadors van demostrar una gran capacitat operacional, arribant a zones abans inaccessibles i encaixant molt bé amb les exigències geogràfiques.
Al juliol de 2015, la guerrilla va atacar dos aerolliscadors, causant 8 morts i 8 ferits. A l'abril de 2016, tres aerolliscadors van sofrir una emboscada prop de Port Margura, perdent-se un tots els seus ocupants.

### Rússia

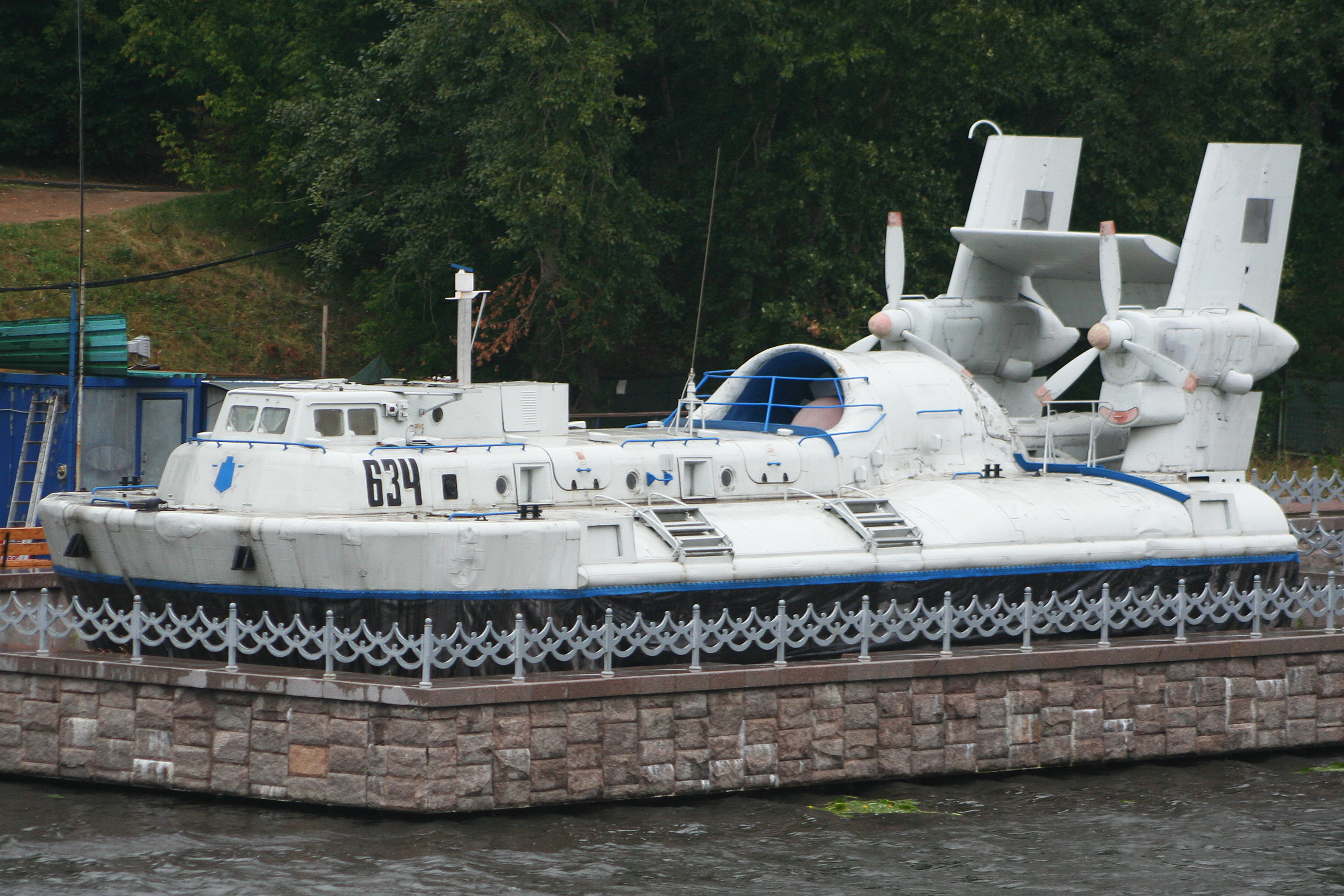
Aerolliscador Classe Gus.

La Infanteria Naval soviètica va ser pionera en l'adopció de l'aerolliscador, que va emprar de manera extensiva en les seves tàctiques amfíbies. El primer model va ser la Classe Gus. Uns 33 van entrar en servei en les flotes del Bàltic, Mar Negre i Pacifico. Li va succeir la classe Lebed. Els Gus i Lebed s'empraven des de bucs amfibis.
En 1972 va començar la producció de la classe Kalmar (per a l'OTAN classe Lebed), que va continuar fins a 1985 amb un total estimat de 20 unitats. Els Lebed eren equivalents als LCAC dels Estats Units, però van entrar en servei set anys abans.

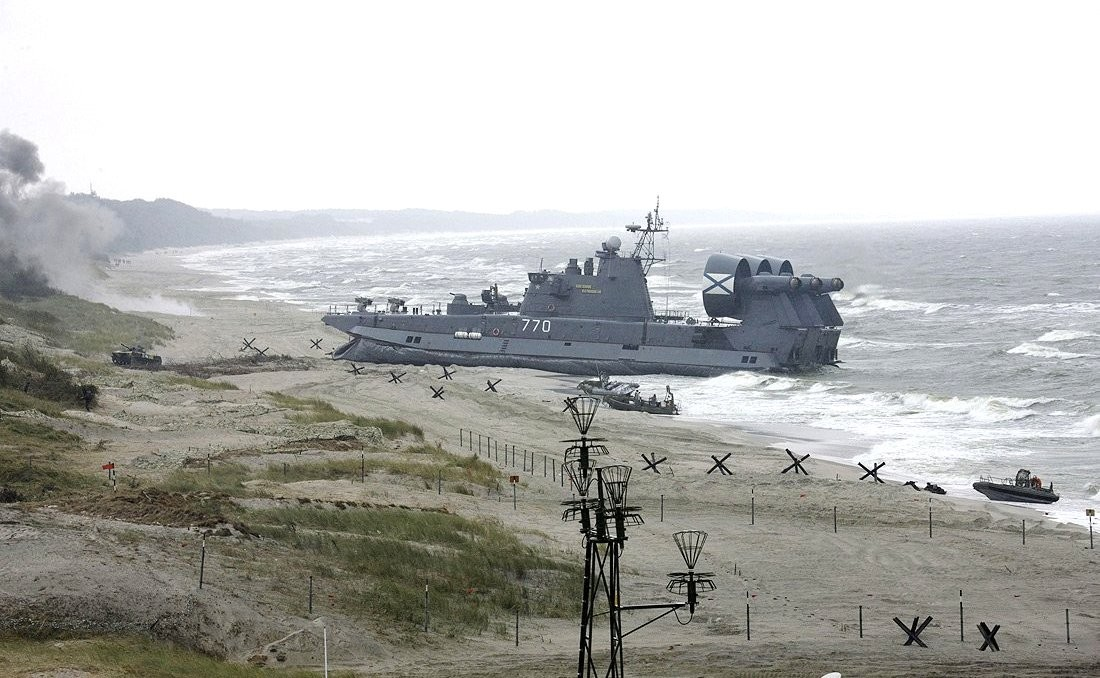
Un aerolliscador Classe Zubr de maniobres en el Bàltic

Donades les peculiaritats de la Marina soviètica es van crear dues classes de grans aerolliscadors, la Aist i la Zubr (Projecte 12322). Estaven dissenyades no per operar des de bucs amfibis sinó per a assalt amfibi en el Bàltic, Mar Negre, Noruega i els grans rius d'Europa Central. Aquests aerolliscadors soviètics són capaços de transportar tancs gràcies a la seva gran grandària. Un aerolliscador Zubr és capaç de recórrer uns 500 quilòmetres a alta velocitat per desembarcar 360 soldats, 10 BTR, o tres tancs T-80. Expliquen a més amb llançaflames, canons de 30 mm i sistemes antiaeris Iglá. Malgrat la seva gran grandària els Zubr han estat els aerolliscadors militars més exportats per Rússia: Grècia (4) i Xina (4). L'Institut Tecnològic Estatal Bauman ha guanyat el concurs per desenvolupar el futur aerolliscador per a la infanteria de marina russa.
El Projecte 1239, també anomenat Classe Bora, consisteix en aerolliscadors llançamíssils amb un desplaçament de 1.000 tones i destinats a operacions costaneres en el Mar Negre i Bàltic. Solament es van construir dos, i sembla que els resultats reals no van ser els esperats. Actualment Serveixen a la Flota del Mar Negre. Poden aconseguir 55 nusos i estan armats amb 8 Míssils 3M-80I Moskit, 20 míssils antiaeris 1x 9K33M, un canó de 76 mm i dos de 30 mm.

### Suècia

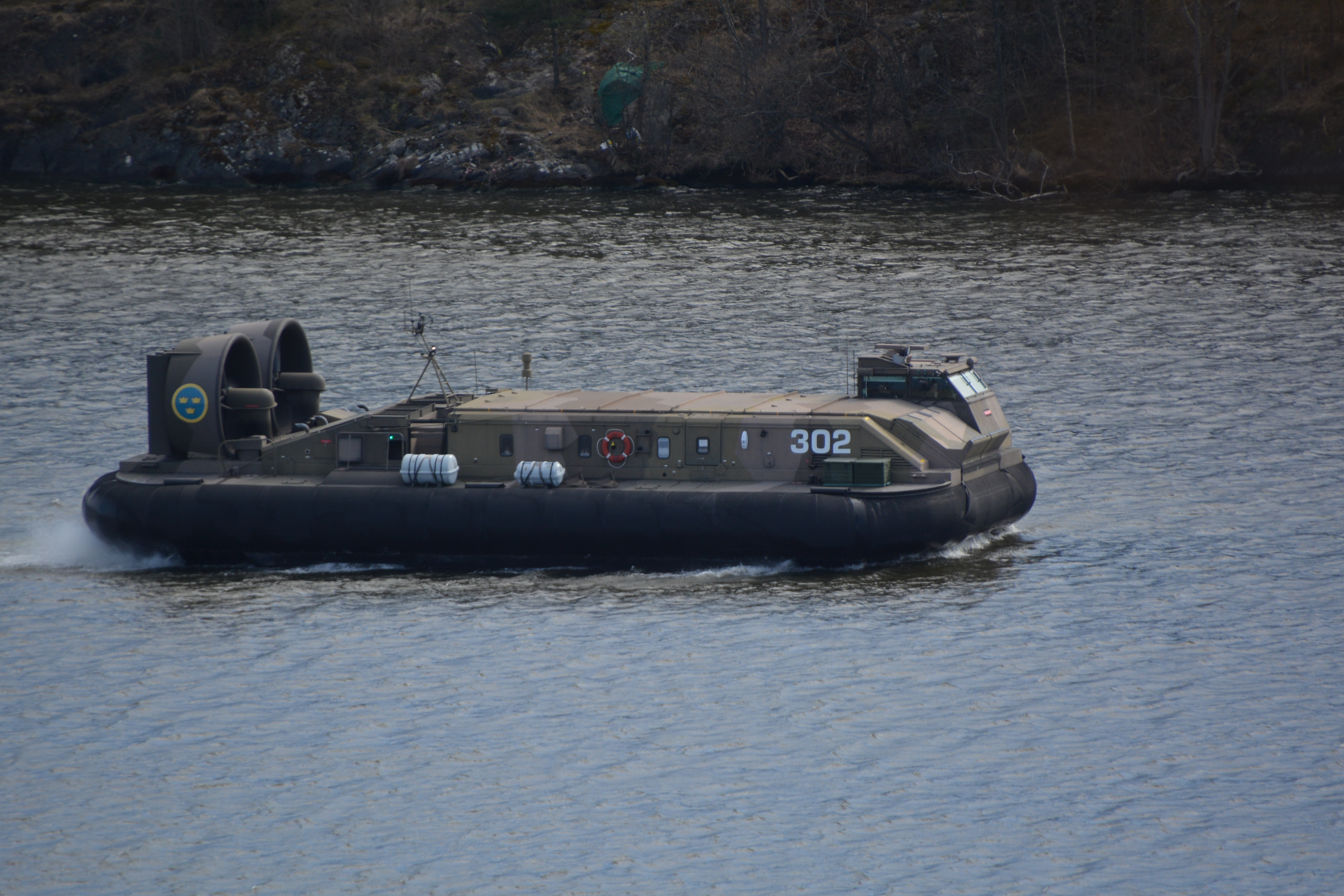
Aerolliscador suec Griffon 8100TD

La Marina de Suècia va comprar tres unitats del aerolliscador Griffon 8100TD. Igual que en la resta de països europeus el cost de manteniment i vulnerabilitat enfront d'una defensa forta havien fet que no s'adoptessin aerolliscadors militars, i que per tant els requeriments fossin exigents a l'hora de comprar-los. Suècia va sol·licitar un aerolliscador que es pogués emprar tant per a logística, suport a operacions amfíbies o transport de passatgers. Per tant, depenent de la missió, la nau triada havia de poder comptar amb un blindatge lleuger, poder transportar un contenidor ISO de 20 peus i comptar amb una capacitat de càrrega útil de 12 tones. La solució del fabricant va ser un disseny modular que permet moltes possibles superestructures amb un mateix casc estàndard i instal·lació de maquinària a elecció de l'usuari.

## Actualitat
Actualment, els aerolliscadors presten servei en tot el globus, tant per a ús civil com a militar. Són utilitzats com a transbordadors sobre rius i estrets; com a eines de treball en llacs, rius, pantans i mars; com a vehicles d'auxili i fins i tot com a vehicles de desembarcament de tropes militars. S'empren oficialment per dependències governamentals de tot el món, com a guàrdies costaneres, forestals i d'incendis, instituts de geologia i ciències de l'aigua, esquadrons de salvament, desastres naturals i desinfecció.
Avui dia, existeix un nombre cada vegada major de companyies especialitzades en la fabricació d'aerolliscadors utilitzant tècniques de construcció a nivell professional. També és creixent la quantitat d'aerolliscadors autoconstruidos i del tipus «per armar» amb finalitats majoritàriament recreatives i competitius. Així mateix, en llocs com Europa, s'organitzen carreres i campionats, no patrocinats, però que compten amb una afició creixent. En aquests campionats els aerolliscadors arriben a aconseguir velocitats superiors als 150 km/h.
La seva altíssima velocitat, maniobrabilitat, gran capacitat de càrrega, versatilitat, insensibilitat a la consistència de la superfície sobre la qual es desplaça, invisibilitat al radar i al sonar (en les versions militars), el fet de no deixar petjades, unit tot al seu baix cost de manteniment, converteixen als aerolliscadors en un mitjà de transport únic.